# Lophospingus pusillus
Tentilhão-soldadinho-do-chaco ou cardeal-de-poupa-preta (Lophospingus pusillus) é uma espécie de ave da família Emberizidae.
Pode ser encontrada nos seguintes países: Argentina, Bolívia, Paraguai e Uruguai.
Os seus habitats naturais são: matagal árido tropical ou subtropical e matagal tropical ou subtropical de alta altitude.